# Fångarna med rosa triangel
Fångarna med rosa triangel (ty: Die Männer mit dem rosa Winkel), även publicerad som Männen med rosa triangel, är en självbiografi av den österrikiske författaren och överlevaren från koncentrationsläger Josef Kohout. Han gav ut boken under pseudonymen Heinz Heger. Titeln hänvisar till det märke i form av en rosa triangel som de homosexuella fångarna i koncentrationslägren tvingades bära.  Boken publicerades första gången på tyska 1972 och i svensk översättning av Fredrik Silverstolpe 1984. En nyutgåva med titeln Männen med rosa triangel, i översättning av Anna Lindberg, utkom 2013.

## Handling
Romanen är självbiografisk och beskriver Hegers tid i koncentrationslägret Sachsenhausen i Nazityskland, där han blivit internerad på grund av sin homosexualitet och relation med en känd nazists son.